# Lorensberg
Lorensberg är en stadsdel och ett primärområde i stadsområde Centrum i Göteborgs kommun. Stadsdelen har fått sitt namn av landeriet Lorensberg. Stadsdelen avgränsas från norr (medsols) av Vallgraven och därefter längs med Södra Vägen till Korsvägen och upp längs Eklandagatan till Carlandersplatsen (framför Carlanderska sjukhemmet). Därefter en linje utmed Johannebergshöjden till Pontus Wiknersgatan och vidare längs Viktor Rydbergsgatan, viker av mot Läraregatan och följer sedan hela Molinsgatan och följer Engelbrektsgatan en kort sträcka fram till Aschebergsgatan och vidare förbi Vasaplatsen, Raoul Wallenbergs gata till Vallgraven. Stadsdelen har en areal på 67 hektar.

## Historia
Marken för dagens Lorensberg ingick i Göteborgs stads ägor vid grundläggningen. Området utnyttjades främst som betesmark, men arrenderades även ut under cirka 200 år som landerier till medborgare vilka bedrev jordbruk. På karta från 1696 anges området dels som "Stadens Muhlebeete", dels som "Landerier, som vart äng till förenne, men nu för någon tijdh sedan Muhlebeetets ringheet Skull, är wordne utlagde till Beetesmark". "Hagaheden" blev en senare beteckning på området (inklusive Vasastaden). 
Under 1700-talets senare hälft började området att bebyggas, och på en karta från 1775 anges att på "landsvägens" (Södra vägen) västra sida (området kring nuvarande Avenyn) "har dessa senare Åren ansenlige Stora Tobaks Plantager blifvit anlagde, wäl bebyggde, och för ohägnad fredade med kostsamma stenmurar och derinom häckars planterande". I början av 1800-talet fanns här flera landerier med gårdsanläggningar som närmast liknade herrgårdar; Lorensberg, Götaberg, Kristinelund, Johanneberg, Lyckan, Brandtdala och rådman F.G. Kalls anläggning "Mariefred".I den västra delen (Kallens gata och Kalvgatan) fanns ett tjugotal mindre, enkla bostadshus av trä (nuvarande Vasaplatsen) och 1865 bodde cirka 2 000 personer i området.
I december 1861 utlystes en stadsplanetävling för stadens utvidgning, och i juni 1862 hade 23 förslag lämnats in, men inget av dessa ansågs kunna få ett förstapris. Däremot utdelades två andrapris, till J.G. Richert och Gustaf Nerman vid Väg- och Vattenbyggnadskåren. Åren 1862-66 utarbetades en plan, där nuvarande stadsdelarna Lorensberg och Vasastaden utgjorde den centrala delen. Marken avsattes till ett exklusivt bostadsområde med stora stenhus, och Kungsportsavenyen, Vasagatan, Vasaplatsen och Vasaparken blev de viktigaste stråken och platserna. Perioden 1868-1905 genomfördes utbyggnaden och vid sekelskiftet hade befolkningen stigit till 10 000 invånare i området. Planen angav rätvinkligt utlagda kvarter, som i huvudsak skulle ligga i nord-sydlig riktning, detta för att få bättre ljusförhållanden på gårdar och gator.
En stor, allmän stadsplanetävling utlystes 1901, som gällde avslutningen av Kungsportsavenyen samt den fortsatta utbyggnaden söderut. De kända arkitekterna Per Olof Hallman och Fredrik Sundbärg avgick med segern. Deras idéer bearbetades därefter och 1904 lades en plan fram, som dock endast delvis genomfördes. Då Albert Lilienberg tillträdde som stadsingenjör i Göteborg 1907, började han omedelbart att bearbeta 1904 års plan. Lorensbergs villaområde och Götaplatsen ingick i den plan som blev klar 1910, och de nya delarna byggdes ut fram till 1934, framför allt bostadshus av sten. Stadsplaneändringar har främst skett i samband med nya byggnader längs Kungsportsavenyen. Ändringarna påbörjades 1934, i kvarteren Glimmingehus och Örbyhus. Erik Dahlbergsgatans södra del utgjorde ett undantag, med landshövdingehus som byggdes som anslutning till arbetarstadsdelen Landala. Inom stråket; Vasaparken-Götaplatsen-Renströmsparken tillkom ett flertal påkostade byggnader. Från 1942 började butiker och kontor att etablera sig i lokaler vid Avenyn, och 1970 överförs alla förgårdarna till allmän gatumark, undantaget kvarteren Borganäs och Visborg i norra änden av Avenyn, där de bestämmelser kvarstår som säger att "förgårdarna skall vara planterade och inhägnade". 
Större delen av bebyggelsen inom stadsdelarna, anses ha ett högt kulturhistoriskt värde.
Några kända platser och byggnader i Lorensberg är Kungsportsavenyen, Götaplatsen, Lorensbergs villastad, Göteborgs konstmuseum, Göteborgs stadsteater och Jubileumsutställningen i Göteborg (historisk).
Lorensberg hade 1 636 invånare, år 2005.

## Byggnadsminnen
Inom stadsdelen finns det två statliga byggnadsminnen (SBM) och sex byggnadsminnen (BM):
- Göteborgs Konstmuseum
- Kvarteret Rydboholm
- Kvarteret Örup
- Lorensbergs villastad, SBM
- Lorensbergsteatern
- Stora Teatern
- Universitetsbyggnaden, SBM
- Wernerska villan

## Kvarter

### Lista över kvarter i stadsdelen
- 1 Kv. Tre Kronor
- 2 Kv. Kärnan
- 3 Kv. Bohus
- 4 Kv. Karlsten
- 5 Kv. Axevall
- 6 Kv. Aranäs
- 7 Kv. Torpa
- 8 Kv. Öresten
- 9 Kv. Gräfsnäs
- 10 Kv. Koberg
- 11 Kv. Läckö
- 12 Kv. Skaraborg
- 13 Kv. Gälakvist
- 14 Kv. Visingsborg
- 15 Kv. Näs
- 16 Kv. Brahehus
- 17 Kv. Munkeboda
- 21 Kv. Gripsholm
- 23 Kv. Drottningholm
- 24 Kv. Tullgarn
- 25 Kv. Ulriksdal
- 26 Kv. Stegeborg
- 27 Kv. Stäket
- 28 Kv. Strömsholm
- 29 Kv. Stenhammar[5]
- 30 Kv. Hörningsholm
- 31 Kv. Årnäs[6]
- 32 Kv. Bäckaskog
- 33 Kv. Skokloster
- 34 Kv. Venngarn
- 38 Kv. Stora Teatern
- 39 Kv. Gamla Högskolan
- 40 Kv. Rydboholm
- 41 Kv. Ulvåsa
- 42 Kv. Fågelvik
- 43 Kv. Borganäs
- 44 Kv. Visborg
- 45 Kv. Kastellholm
- 46 Kv. Kalmarehus
- 47 Kv. Kronoberg
- 48 Kv. Vik
- 49 Kv. Nyköpingshus
- 50 Kv. Örebrohus
- 51 Kv. Oppensten
- 52 Kv. Borgeby
- 53 Kv. Örup
- 54 Kv. Svaneholm
- 55 Kv. Glimmingehus
- 56 Kv. Sturefors
- 57 Kv. Örbyhus
- 58 Kv. Malmöhus
- 59 Kv. Trollenäs
- 60 Kv. Högskolan
- 61 Kv. Vasakyrkan[7]
- 62 Kv. Tidö[8]

### Beskrivning av kvarteren

#### Kv 43 Borganäs

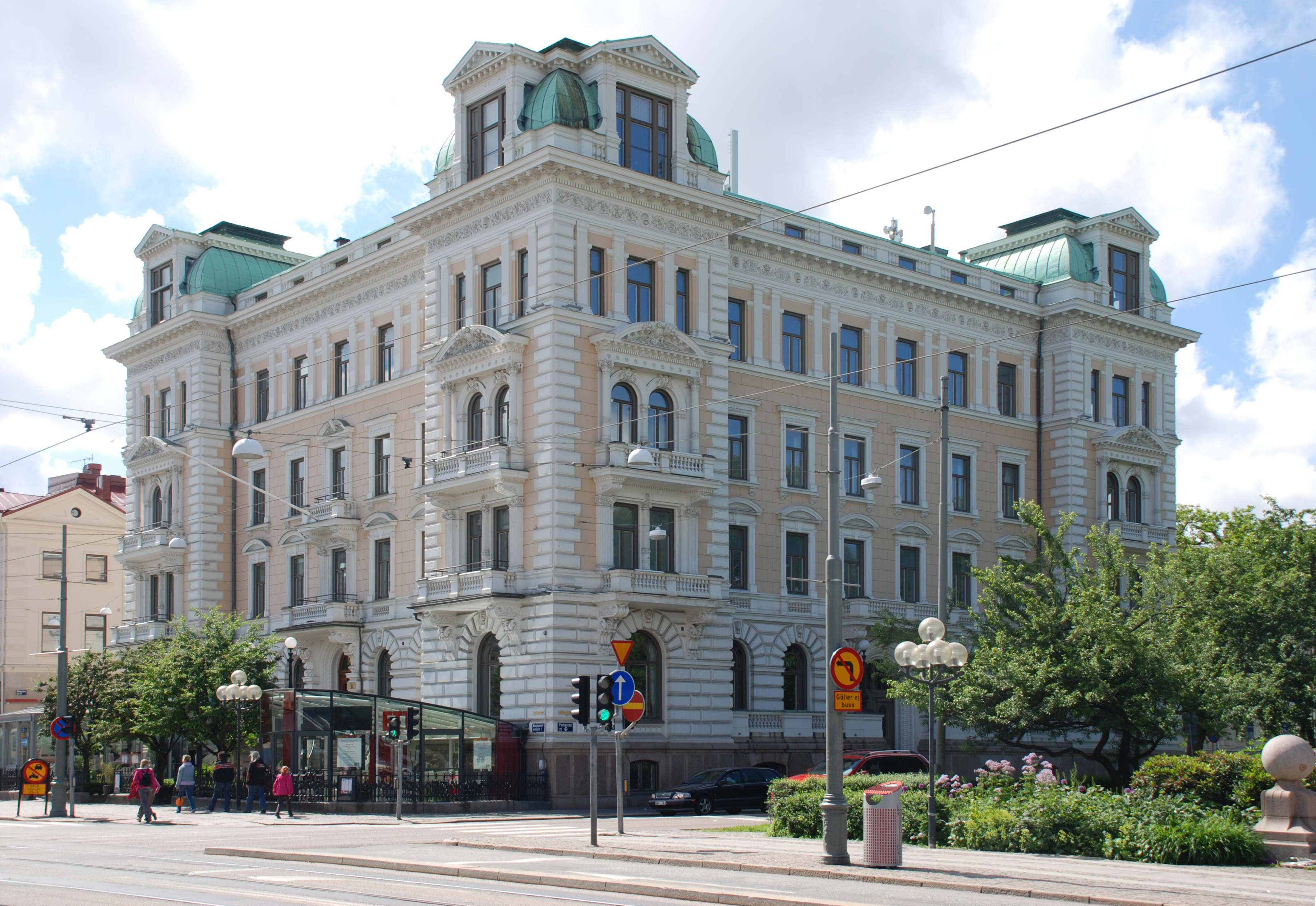
Entrén till Kungsportsavenyen - nummer 1 i kvarteret Borganäs, hörnet Avenyn/Parkgatan.

Kvarteret omfattar Avenyn 1 / Teatergatan 2 / Storgatan 30 / Parkgatan 29 och utgör det västra entrékvarteret till Kungsportsavenyen.
Byggnaden i kvarteret ritades av Hjalmar Cornilsen och uppfördes år 1882. I bottenvåningen var det ursprungligen salubodar, men den planerade restaurangen kom inte att förverkligas förrän 2006. På 1880-talet var kapten Lindhés Mekaniska Gymnastikinstitut inrymt i lokalerna och under 1890- till 1920-talen fanns där en privatskola för pojkar. De övre planen inrymde bostadslägenheter. Fastigheten köptes 1917 av Sveriges Redareförening, som inrättade kontor och direktörsbostad där. Kvarteret är det enda längs Avenyn, vid sidan av kvarteret Visborg, där förträdgården bevarats, om än bebyggd. Entréhallen och trapphusets dekormålning är välbevarade.

#### Kv 44 Visborg

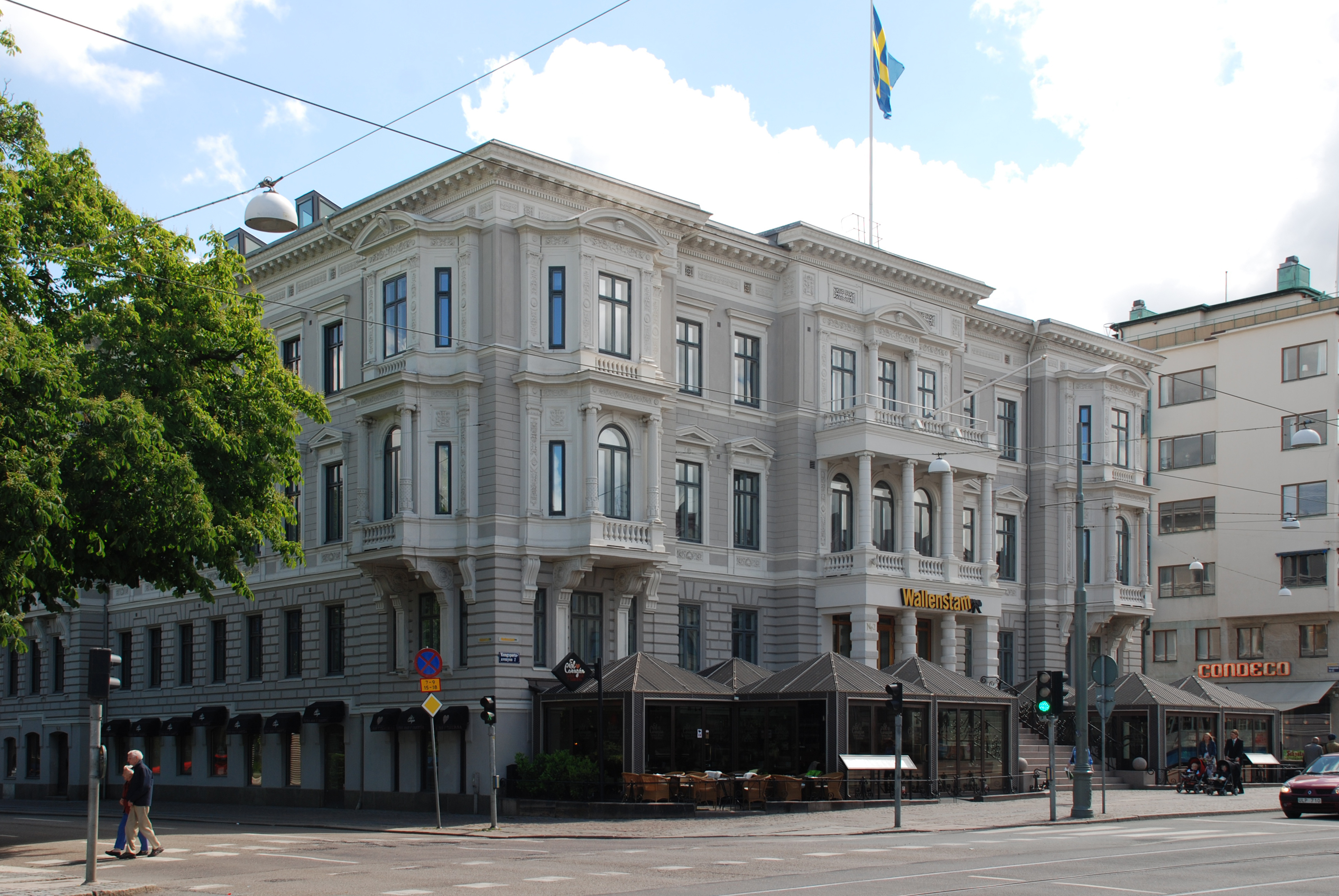
Entrén till Kungsportsavenyen - nummer 2 i kvarteret Visborg, hörnet Avenyn/Parkgatan.

Kvarteret omfattar Avenyn 2 / Södra vägen 1B / Storgatan 32-34 / Parkgatan 31-33 och utgör det östra entrékvarteret till Kungsportsavenyen.
Kvarteret bebyggdes med en trevåningsbyggnad mot Avenyn 1877, troligen ritat av Carl Fahlström, eventuellt av Victor von Gegerfelt. Fastigheten innehöll bostadslägenheter, samt i bottenvåningen salukällare. Åt Södra vägen låg den herrgårdsliknande träbyggnaden Mariefred kvar fram till 1910, då den revs och den östra delen av fastigheten uppfördes, så att den bildade en enhet med den västra. På 1920-talet inrättades en restaurang i källaren på hörnet Parkgatan - Avenyn. Än idag bedrivs restaurangverksamheten i källarvåningen. Liksom i kvarteret Borganäs mitt emot på Avenyn, är förträdgården bevarad, men bebyggd.

#### Kv 45 Kastellholm

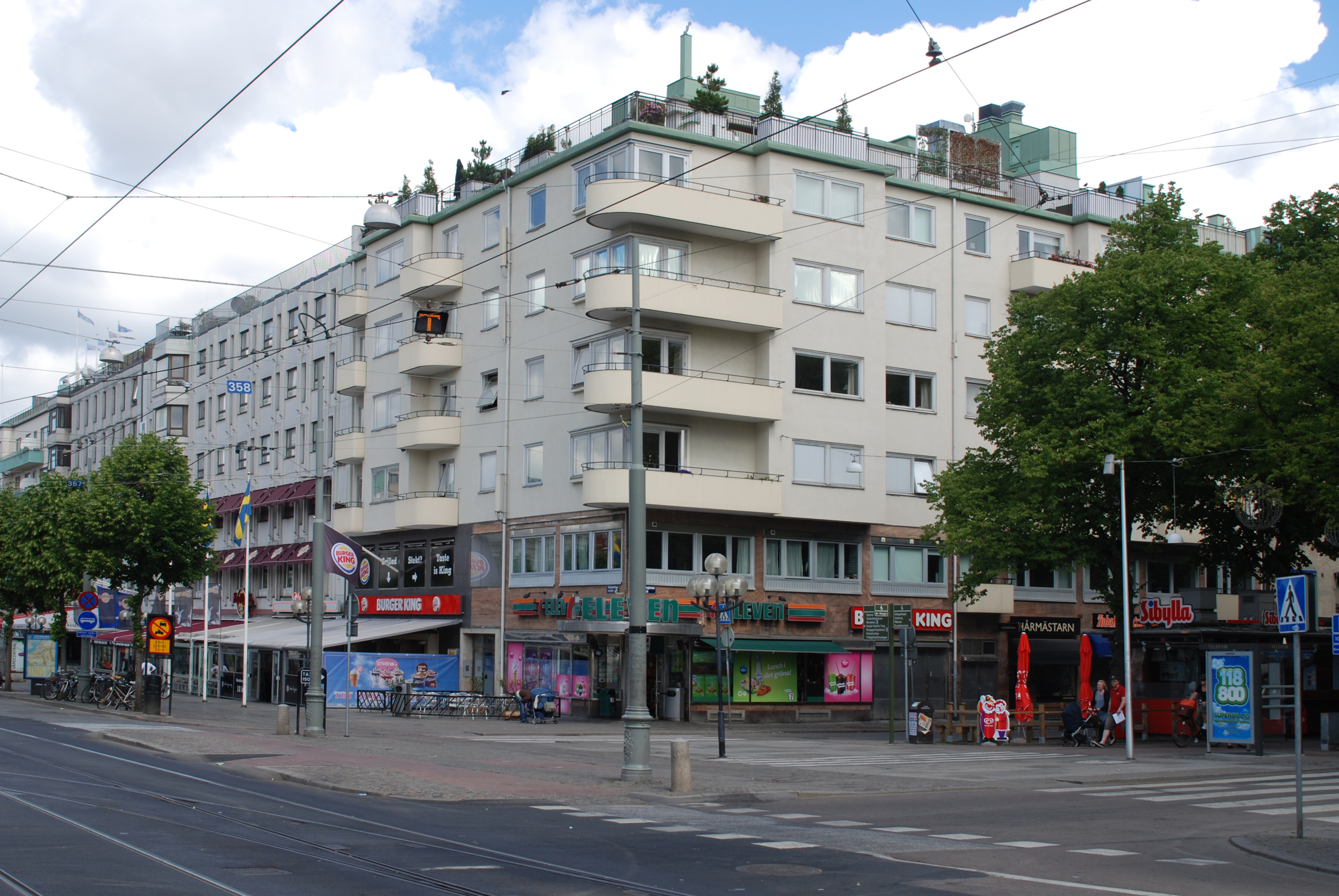
Hörnhuset Avenyn 14 och Vasagatan 56 i kvarteret Kastellholm.

Kvarteret omfattar Avenyn 4-14 / Södra vägen 3-13 / Storgatan 51-53 / Vasagatan 56-60 och bebyggdes mot Avenyn under åren 1875-1878. Mot Södra vägen byggdes stenhus i början av 1900-talet. Stadsplaneförändringar sker under 1950-talet i samband med nybebyggelse i kvarteret. År 1968 får den nya bebyggelsen på två tomter (husnr. 10 och 12/tomterna 9 och 17) i kvarteret ett betydligt större gårdsutrymme, då en ny plan presenteras.
Hörnhuset Avenyn 14 / Vasagatan 56 uppfördes 1940 i funkisstil och ritades av Nils Olsson. I bottenvåningen fanns biografen Spegeln fram till 1989. Avenyn 10-12 är ett kontors- och affärshus byggt 1969 och ritat av Contekton Arkitektkontor. 1970 uppfördes hotellbyggnaden Avenyn 6-8 efter ritningar av Johan Tuvert. Liksom det södra hörnhuset är hörnet Avenyn 4 / Storgatan 51 ett funkishus, uppfört 1939 och ritat av AM Stark.
Storgatan 53 / Södra vägen 3-5 förnyades då Folksamhuset, ritat av Erik Ahlsén, uppfördes under åren 1956-1958. Bostadshusen på Södra vägen 7-11 ritades av Hansson & Löfmark och byggdes 1903. Bostadshusen Södra vägen 13 / Vasagatan 58-60 ritades av Gunnar Hoving och uppfördes 1931. Vasagatan 58 byggdes senare delvis om till kollektivhus med restaurang i bottenvången, vilken senare blev Restaurang Kometen. I hörnet Södra vägen / Vasagatan låg Malmsjös pianofabrik, vilken delvis revs 1922 när Vasagatan drogs fram till Södra vägen och resterande del i början av 1930-talet.

#### Kv 46 Kalmarehus

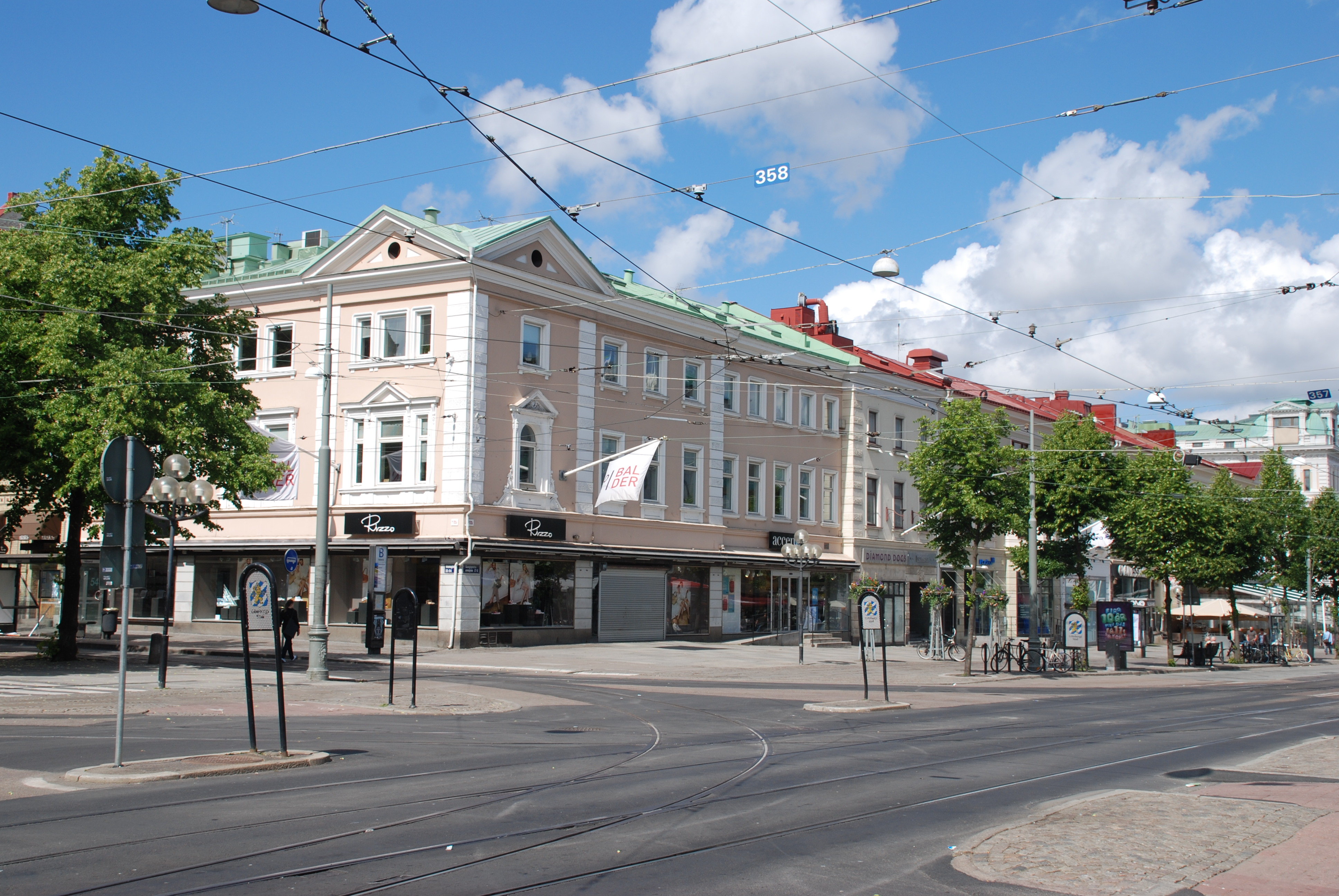
Det "engelska kvarteret" Kalmarehus, Avenyn 3-17 mellan Storgatan och Vasagatan.

Kvarteret var det första som uppfördes vid Kungsportsavenyen, och omfattar Avenyn 3-17 / Teatergatan 4-18 / Storgatan 45-49 / Vasagatan 52-54 och bebyggdes under åren 1872-1873, förutom Vasagatan 52 som uppfördes 1877. Kvarteret kallas Engelska kvarteret då byggnaderna utformades efter engelsk förebild, samt genom att tomtägaren änkefru Jacobina Scott, född Barclay var gift med den engelske pastorn John Henry Scott. Området hette från 1785 Wohlfahrts ängar, efter den Wohlfarthska tobaksplantagen (Bernhard Wolfahrt, 1742-1808) vid Södra vägen och västerut. 
Husen var utformade som radhus om huvudsakligen tre våningar, med några lägre delar, mot Avenyn och gårdar mot Teatergatan och ritades av Johan August Westerberg (som själv flyttade in i ett av husen, Avenyn 15) och August Krüger. Det var änkefru Jacobina Scotts marker, som staden köpt 1867, mot att hon skulle få bo kvar på landeriet Mariefred, eller Kallens trädgård, och dessutom själv fick köpa fritt två kvarter längs Avenyen. Under hennes namn fastställdes den 22 mars 1872 sex ritningar till trevånings stenhus vid "Gamleportsavenuen" i 14 roten. Samma år den 31 maj fastställdes ytterligare tre liknande. Genom 1942 års stadsplan utfördes förändringar av husen (1943) och de lägre delarna byggdes på och bottenvåningarna fick butikslokaler.
Förslaget presenterades i Göteborgs Handels- och Sjöfartstidning 1873, med följande kommentar:

Huruvida dylika byggnader passa i våra förhållanden får framtiden afgöra. Det förefaller vid betraktandet af lokalerna att de sedvanliga stora kalaserne och balerne här ej hafva så fritt och stort svängrum, som i de svenska våningarna med sina i följd liggande rum och salar, hvarjemte det kan tyckas att familjen får genom det ständiga springet upp och ned, snart sagt bo i trapporna. Men därmed hur som helst, det är ett uppslag till något nytt och de som väljer 'engelska kvarteret' för att der slå ner sina bopålar skola nog komma att trifvas der, förutsatt att de äro införlifvade med 'old Albionns' seder och bruk.
- Husnummer, Kungsportsavenyen 3-17 (1872-)
  - Nr 3. Arkitekt Johan August Westerberg. Ombyggt 1943. Arkitekt och byggherre, Byggnadsfirma C. Hedin.
  - Nr 5. August Krüger, arkitekt. Ombyggt 1982 och 1885. Arkitekt Stjernberg & Hultén. Här fanns förträdgårdar fram till 1971.
  - Nr 7. August Krüger, arkitekt. Rivet 1947, nybyggt samma år. Arkitekt, Nils Olsson. Del av fasaden återstår.
  - Nr 9. August Krüger, arkitekt. Rivet 1950, nybyggt 1950-51. Erik Holmdal, arkitekt.
  - Nr 11. August Krüger, arkitekt. Ombyggt 1943. Herbert Kockum, arkitekt.
  - Nr 13. August Krüger, arkitekt. Ombyggt 1943. Herbert Kockum, arkitekt.
  - Nr 15. August Krüger, arkitekt. Ombyggt 1945. Nils Olsson, arkitekt.
  - Nr 17. August Krüger, arkitekt. Ombyggt 1944. Erik Holmdal, arkitekt.

#### Kv 52 Borgeby

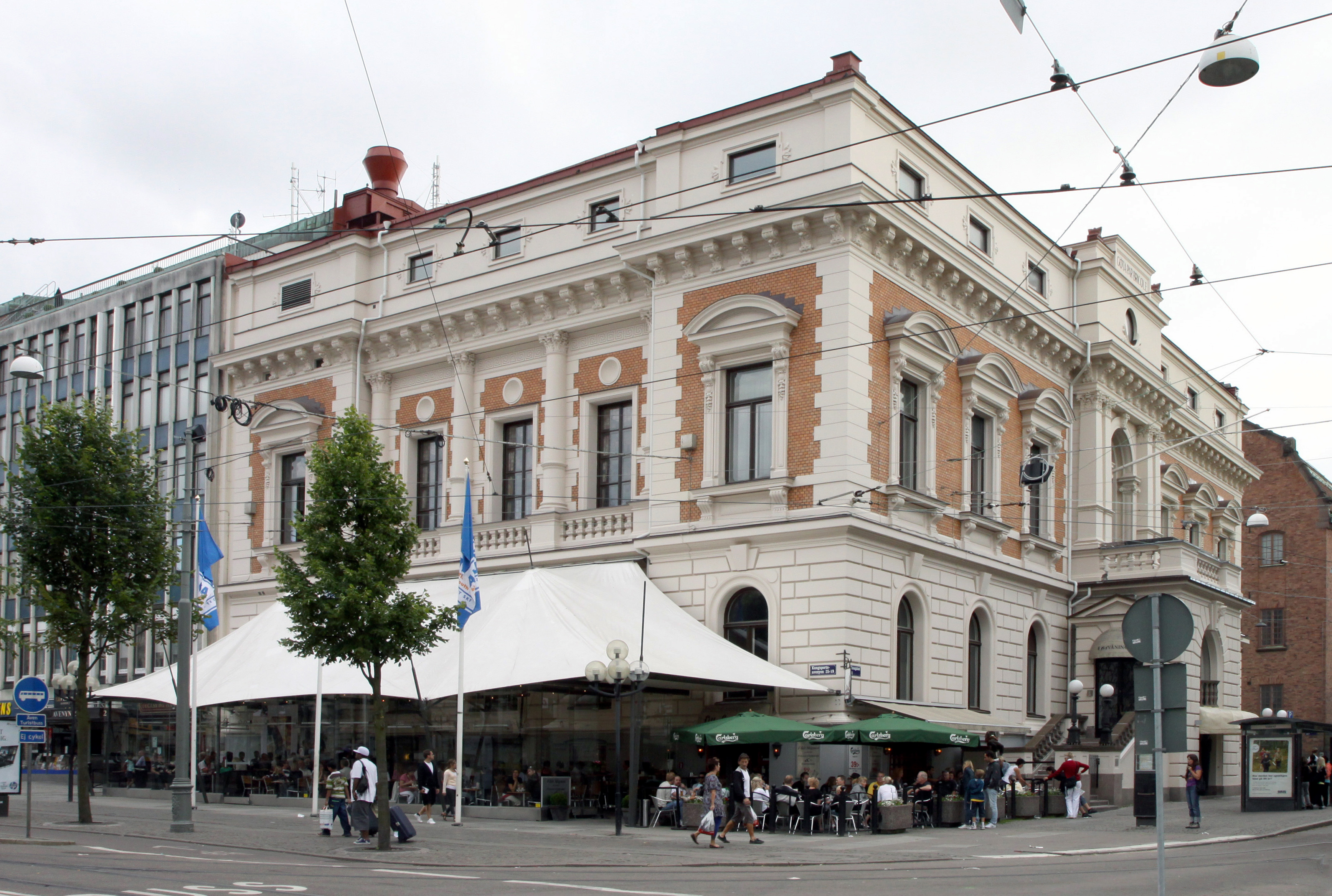
Valandhuset i kvarteret Borgeby, hörnet Avenyn/Vasagatan.

Kvarteret omfattar Avenyn 19-25 / Teatergatan 20-26 / Vasagatan 41 / Kristinelundsgatan 10 och bebyggdes under åren 1880-1886. Av de ursprungliga byggnaderna återstår endast Valand. Stadsplaneförändringar sker under 1950-talet i samband med nybebyggelse i kvarteret.
Valandhuset i kvarterets norra del ritades av Georg Krüger och W Frank och invigdes 1886 med en stor skandinavisk konstutställning. Byggnaden innehöll utställningssalar, restaurang och hyrdes delvis ut till Musei Rit- och Målarskola. När Göta Par Bricole köpte huset på 1920-talet genomfördes en ombyggnad med en ny takvåning och yttertrappan mot Vasagatan.
Funkishuset i södra delen av kvarteret ritades av Nils Olsson och uppfördes 1939. Huset har sex våningar och en indragen takvåning och takterrass mot Avenyn och Kristinelundsgatan, medan det mot Teatergatan är lägre. Fram till 1996 fanns biografen Aveny i bottenvåningen, varefter det inhyst en klädaffär. Biografens skärmtak behölls. I hörnet Avenyn/Kristinelundsgatan hade Bohusslöjd butik.
Kvarterets mellersta tomter bebyggdes under åren 1958-1960 med ett bostadshus och ett kontorshus efter ritningar av Helge Zimdal. Enligt ursprungligt förslag skulle det varit en sammanhängande fasad mot Avenyn, men efter synpunkter från stadsarkitekten delades den upp i två byggnadsvolymer. Mot Teatergatan uppfördes en enhetlig länga i tre våningar med små enrumslägenheter längs loftgångar. Bottenvåningarna utnyttjades bland annat för butiker och kafé. Byggnaderna mot Teatergatan planeras ersättas med nya byggnader för bostäder, kontor och hotell. Den tidigare biografens skärmtak kommer att tas bort.

#### Kv 53 Örup

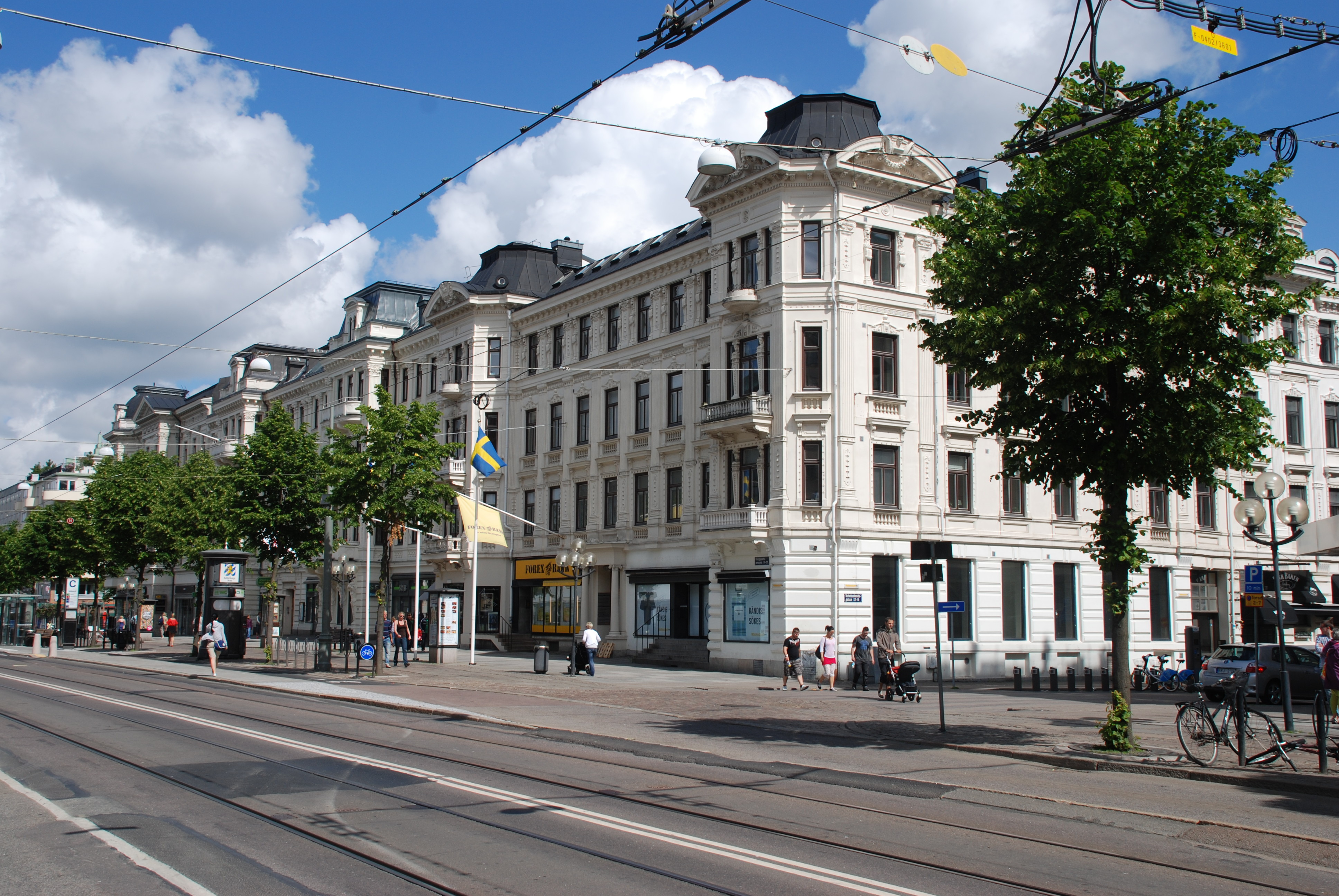
Avenyn 16-22 i kvarteret Örup mellan Vasagatan och Kristinelundsgatan är det enda med bevarade ursprungliga husfasader.

Kvarteret Örup omfattar Avenyn 16-22 / Lorensbergsgatan 1-7 / Kristinelundsgatan 12-14 / Vasagatan 43 A-B och är det enda där hela husraden består av de ursprungliga husen från 1880-talet med nyrenässansfasader. Kvarteret bebyggdes under åren 1880-1883.
Avenyn 16 / Vasagatan 43 uppfördes 1883, Avenyn 18-20 år 1882 och Avenyn 22 / Kristinelundsgatan 12-14 / Lorensbergsgatan 7 år 1880 efter ritningar av Adrian C. Peterson. 1964 hotades Avenyn 18-20 av rivning, men rivningsansökan avslogs. Istället skedde en ombyggnad under åren 1974-1976, medan Lorensbergsgatan 3-5 revs och nya byggnader uppfördes. Husen byggnadsminnesförklarades 1985. Kontorshuset Vasagatan 43 B / Lorensbergsgatan 1 ritades av O Svärd och uppfördes 1964.

#### Kv 54 Svaneholm

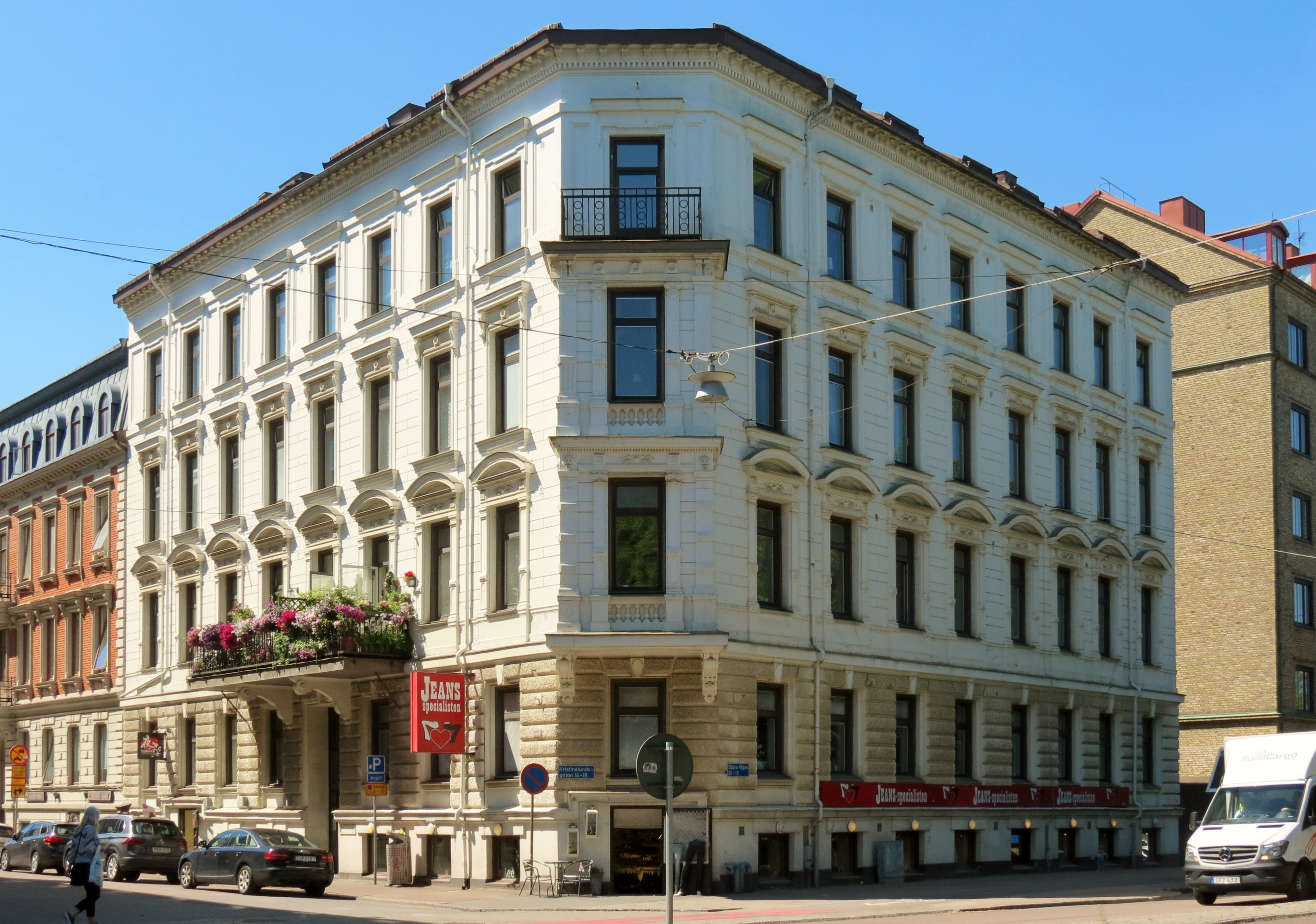
Bostadshuset från 1883 med klädbutik i källarvåningen vid Kristinelundsgatan 18 / Södra vägen 21.

Kvarteret omfattar Södra vägen 15-21 / Lorensbergsgatan 2-8 / Vasagatan 45 / Kristinelundgatan 16-18 och bebyggdes under åren 1879-1901.
Lorensbergsgatan 6 byggdes 1882 och var från början en cigarrfabrik. Bostadshuset Lorensbergsgatan 8 / Kristinelundsgatan 16 ritades av Belfrage och Frank och uppfördes 1879. Kristinelundsgatan 18 / Södra vägen 21 är ett bostadshus byggt 1883. Södra vägen 19 ritades av N Hansson och byggdes 1930. 1977 byggdes kontorshuset Södra vägen 15-17 / Vasagatan 45 / Lorensbergsgatan 2-4, vilket ritades av Tengbom Arkitektkontor och ersatte fyra tidigare hus.

#### Kv 55 Glimmingehus
Kvarteret omfattar Södra vägen 23-29 / Lorensbergsgatan 10-20 / Engelbrektsgatan 34 A-C / Kristinelundsgatan 13-15. Det bebyggdes under perioden 1882-1915.
Tingshuset på Södra vägen 25, ritat av Hans Hedlund och uppfört 1887, är det enda ursprungliga i kvarteret. 1953 byggdes det på med en våning. Grannfastigheten Läkarhuset på Södra vägen 27 byggdes 1966 och ritades av Axel Grönwall och Ernst Hirsch, vilka också ritade Lorensbergsgatan 16, som byggdes 1970. På tomten Södra vägen 29 / Engelbrektsgatan 34 / Lorensbergsgatan låg ursprungligen ett ridhus, uppfört 1882, men detta revs 1935 och ersattes med de nuvarande bostadshusen. I den norra delen av kvarteret Södra vägen 23 / Kristinelundsgatan 13-15 / Lorensbergsgatan låg ursprungligen Kjellbergska flickskolan, vilken revs i slutet av 1960-talet och ersattes med ett kontors- och parkeringshus 1970.

#### Kv 56 Sturefors

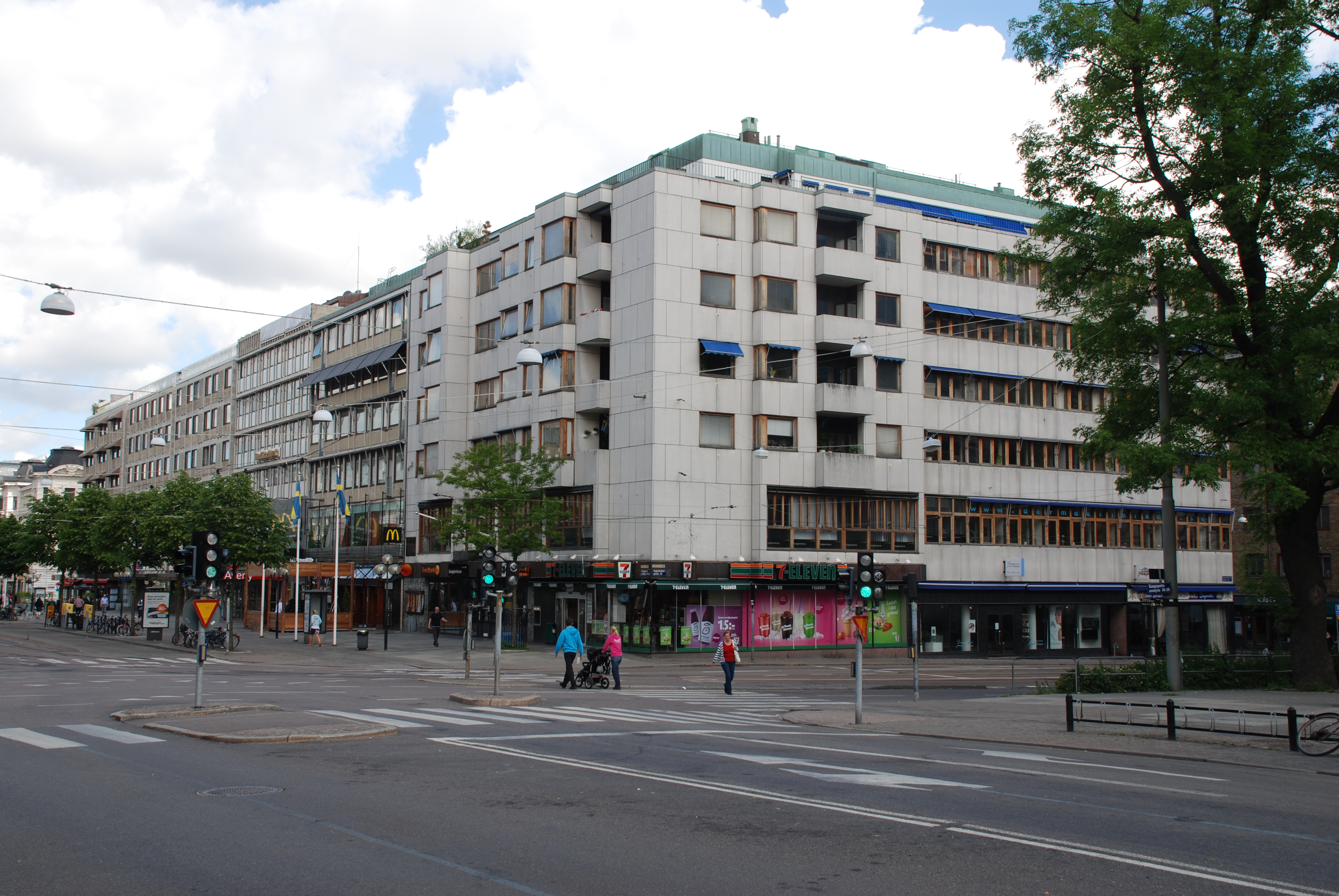
Kvarteret Sturefors, Avenyn 24-34 förnyades helt under 1960-talet.

Kvarteret omfattar Avenyn 24-34 / Lorensbergsgatan 9-19 / Kristinelundsgatan 11 / Engelbrektsgatan 32. Det bebyggdes 1882-1883 och förnyades helt under 1960-talet. Stadsplaneförändringar sker under 1950-talet i samband med nybebyggelse i kvarteret.
Avenyn 26 och 28 ritades bland andra av arkitekt Ernst Krüger. Såväl dessa som Adrian Petersons byggnader nr 30 och 32 är spegelvända tvillinghus. Hörnhuset Kristinelundsgatan / Avenyn 24 påbörjades 1882 och uppfördes för handlande J. Ekengren. Här öppnade 1914 Kungsportsavenyens första affär, heminredningsfirman Boet. Hörnhuset vid Engelbrektsgatan ritades av arkitekt Victor Adler.
Avenyn 34 / Engelbrektsgatan 33 / Lorensbergsgatan 19 ritades av Helge Zimdal och uppfördes 1960. Huset innehåller bostäder mot Avenyn och kontorslokaler mot Lorensbergsgatan / Engelbrektsgatan. Från början låg restaurang Sofus på andra våningen mot Avenyn. Avenyn 24-30 / Lorensbergsgatan 9-15 ritades av F. Löfberg och uppfördes under åren 1965-1967 för hotell Rubinen, Domus Aveny och Tandläkarhuset. Avenyn 32 / Lorensbergsgatan 17 ritades av Per-Axel Björk och byggdes 1967.

#### Kv 57 Örbyhus
Kvarteret omfattar Avenyn 27-37 / Teatergatan 28-36 / Kristinelundsgatan 9 / Engelbrektsgatan 30 och bebyggdes under åren 1891-1897. Kvarteret har genomgått förändringar och stadsförnyelsens historik speglas genom blandningen av de ursprungliga fastigheterna, Avenyns första funkishus och 1960-talets arkitektur. På platsen för kvarteret låg huvudbyggnaden för landeriet Kristinelund (eller Wohlfartska plantagen), vilken revs i slutet av 1860-talet efter att 1866 års stadsplan antagits.

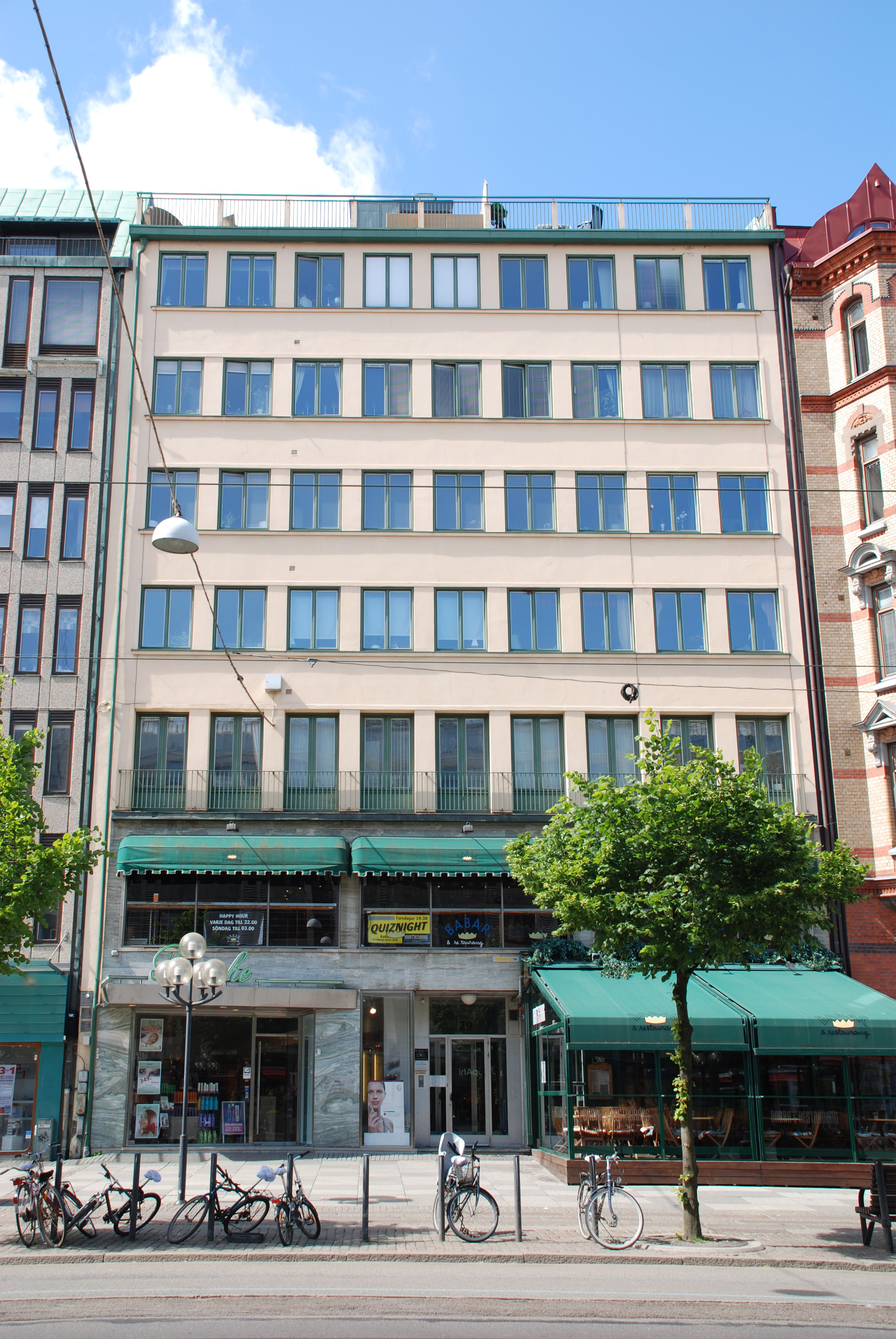
Det första funkishuset längs Kungsportsavenyen var nummer 29 i kvarteret Örbyhus.

Huset Avenyn 27 / Kristinelundsgatan 9 / Teatergatan 28 ritades av Hjalmar Cornilsen 1896 och på fasaden står "Anno 1898". Det är en välbevarad representant för 1890-talet med fasad av tegel och dekorativa detaljer i andra material och med huvudentréns ursprungliga karaktär bevarad. Taket har uppskjutande gavelpartier. Takvåningen har byggts om under senare tid.
I kvarterets södra del vid Avenyn 37 / Engelbrektsgatan 30 / Teatergatan 38 ligger ett hus i gult tegel, ritat av Oscar W. Nilsson och uppfört 1897. Efter en brand 1955 ersattes byggnadens ursprungliga tak. Vindsvåningen har nyligen byggts ut och försetts med nya takkupor. I trapphuset har den ursprungliga dekoren bevarats.
Fastigheten Avenyn 29 / Teatergatan 30 ritades av Nils Olsson i utpräglad funkis med släta putsfasader, fönsterband och takterrass och uppfördes 1935, som det första huset enligt 1930-talets förnyelseplaner. Byggnaden är en bostadsfastighet med lokaler i de två nedersta planen. Mot Teatergatan är byggnadshöjden två våningar.
Fastigheten Avenyn 31-35 / Teatergatan 32-38 byggdes 1961 och ritades av Lund & Valentin arkitekter. Liksom grannfastigheten är byggnaden lägre mot Teatergatan. Ursprungligen hade varuhuset EPA butik i bottenvåningen. Byggnaderna mot Teatergatan planeras ersättas med nya byggnader för bostäder och lokaler i bottenvåningen.
I kvarterets nordvästra del låg landeriet Christinelund (Kristinelund i senare stavning), uppkallad efter friherrinnan Christina Maria Alströmer, född Silfversköld. Staden inlöste landeriet 1875 och det fanns kvar in på 1890-talet. Landeriet har givit namn åt Kristinelundsgatan (1882).

## Nyckeltal

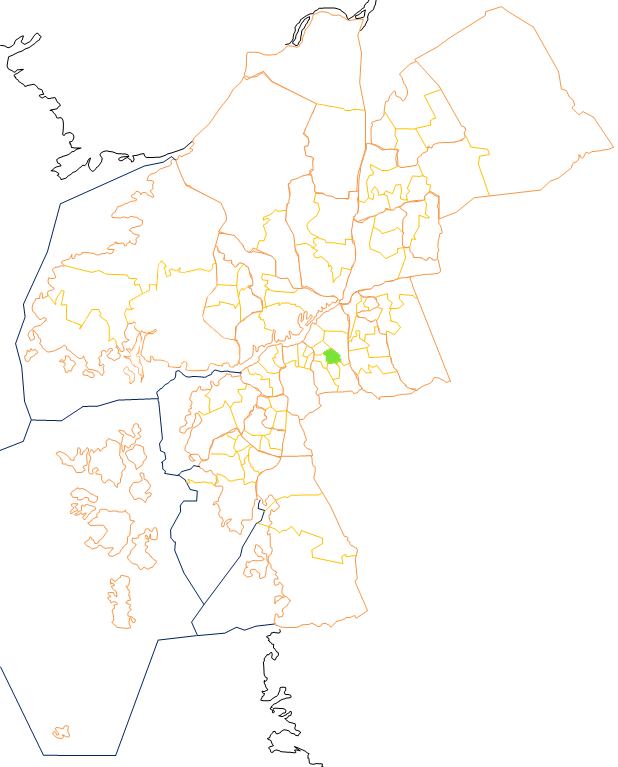
Lorensberg

Nyckeltalen redovisar statistik som beskriver Göteborg och dess 96 delområden, primärområden, per den 31 december och kan användas för att jämföra de olika områdena. Nedan redovisas uppgifter för primärområdet och jämförelse görs mot uppgifterna för hela kommunen.
|                                                           | Lorensberg | Hela Göteborg |
| --------------------------------------------------------- | ---------- | ------------- |
| Folkmängd                                                 | 1 804      | 587 549       |
| Befolkningsförändring 2020–2021                           | +30        | +4 493        |
| Andel födda i utlandet                                    | 16,4 %     | 28,3 %        |
| Andel utrikes födda eller med två utrikes födda föräldrar | 18,7 %     | 38,1 %        |
| Medelinkomst                                              | 510 600 kr | 332 400 kr    |
| Arbetslöshet                                              | 3,9 %      | 6,6 %         |
| Antal ersatta dagar från F-kassan per person (16-64 år)   | 12,3       | 19,5          |
| Andel med eftergymnasial utbildning (minst 3 år)          | 47,2 %     | 37,9 %        |
| Andel bostäder före 1941                                  | 93,2 %     |               |
| Andel bostäder i allmännyttan                             | 4,4 %      | 25,9 %        |
| Antal färdigställda bostäder 2021                         | 0          |               |
| Andel bostäder i småhus                                   | 0,2 %      | 18,3 %        |

## Stadsområdes- och stadsdelsnämndstillhörighet
Primärområdet tillhörde fram till årsskiftet 2020/2021 stadsdelsnämndsområdet Centrum och ingår sedan den 1 januari 2021 i stadsområde Centrum.